# Zale woodii
Zale woodii är en fjärilsart som beskrevs av Augustus Radcliffe Grote 1877. Zale woodii ingår i släktet Zale och familjen nattflyn. Inga underarter finns listade i Catalogue of Life.